# România la Jocurile Olimpice de iarnă din 1932
România a participat la Jocurile Olimpice de iarnă din 1932 cu 4 sportivi care au concurat la un singur sport (bob).

## Participarea românească
Din lipsă de bani, numai patru sportivi din România au participat la Olimpiadă, toți fiind boberi. Cheltuielile de participare au fost obținute prin organizarea de baluri și colecte publice, prin sprijin financiar din partea Ministerului de Război (cei 4 sportivi fiind și aviatori) și prin contribuția fiecărui sportiv cu câte 25.000 lei.
Rezultatele obținute la Olimpiadă (locurile 4 la bob-2 și 6 la bob-4) au fost remarcabile, în condițiile în care sportivii dispuseseră de condiții precare de pregătire în România, aveau boburi modeste, iar pista era una foarte dificilă, cu 26 de viraje. După cum a afirmat pilotul Alexandru Papană: „Ceea ce facem noi la Sinaia nu este bob, ci parodie! Atuul nostru și singura noastră speranță este că suntem aviatori” . 
La această ediție a Jocurilor Olimpice, România a obținut 4 puncte, clasându-se pe locul 10 în clasamentul pe națiuni. Aceasta este cea mai bună clasare a României la Jocurile Olimpice de iarnă din istoria participărilor.

## Bob
| Sportiv                                                          | Probă               | Rezultat | Rezultat | Rezultat | Rezultat | Rezultat | Rezultat |
| Sportiv                                                          | Probă               | Manșa 1  | Manșa 2  | Manșa 3  | Manșa 4  | Total    | Loc      |
| ---------------------------------------------------------------- | ------------------- | -------- | -------- | -------- | -------- | -------- | -------- |
| Alexandru Papană Dumitru Hubert                                  | România I (Bob-2 m) | 2.15,51  | 2.07,82  | 2.06,12  | 2.03,02  | 8.32,47  | 4        |
| Alexandru Papană Alexandru Ionescu Ulise Petrescu Dumitru Hubert | România I (Bob-4 m) | 2.09,09  | 2.14,32  | 2.02,00  | 1.58,81  | 8.24,22  | 6        |